# Прокопій І Константинопольський
Прокопій (у миру Пелекасіс) — Вселенський Патріарх у 1785–1789 роках.

## Біографія
Він народився в Сітовій, Мессінія в 1730 році. Походив з родини Пеліканів. У 12 років за ним пішов його старший брат Неофіт, митрополит Гано і Хора, який допоміг йому закінчити основну освіту. Пізніше він був висвячений в диякона і старця, а після смерті його на прохання жителів єпархії змінив Прокопій. Висвячений 4 жовтня 1759 року в Панагії ту Мушліу.
У цій єпархії він залишався десять років, аж до січня 1770 року, коли був підвищений до Смирнської єпархії, яку йому вдалося вгамувати своїм лагідним характером, від заворушень, викликаних його попередником Каллініком. Прокопій висвятив диякона і навіть призначив Георгія Ангелопула, пізнішого всенародного мученика Патріарха Григорія V, протосиггелом єпархії. За його часів було побудовано багато храмів, але отримати дозвіл на будівництво церкви Айя Фотіні не вдалося. У період 1780–1782 рр. Прокопій був членом Синоду Вселенського Патріархату і жив у Константинополі.
29 червня 1785 року був обраний Константинопольським патріархом і інтронізований 29 липня. Ці вибори є першими, в яких засвідчена участь профспілок. Він був аскетом, скромним і працьовитим. Він займався фінансовими та адміністративними справами Патріархату, намагаючись обмежити зовнішні впливи на церковні справи. Таким чином, він зіткнувся з правителем Молдавії Александру Маврокордатом ІІ, який обрав єпископа Романа Леонтаса єдиним митрополитом Молдавії. Синодальним рішенням він засудив книгу «Про безперервне причастя» і наклав винагороду на тих, хто її читав.
У 1787 році почалася Друга російсько-турецька війна, і султан змусив його відмовитися від революційних рухів, а також зібрати в якості додаткових податків 5000 срібняків і завербувати тисячі моряків (геміцидів) для турецького флоту. Прокопій не зміг виконати ці вимоги і з цієї причини потрапив у немилість Брами. Водночас він викликав ворожість деяких їхніх первосвященників, яких критикував за розкішне життя та за некомпетентність у справах Патріархату. Він також вступив у конфлікт з деякими сім'ями фанаріотів. Зрештою, за наказом султана Селіма III 30 квітня 1789 року був змушений подати у відставку і засланий до монастиря Великої Лаври на Афоні.
У 1797 році повернувся на батьківщину. Там він жив у келії біля Святого Храму Святого Ніколаоса Сіцоваса. Прокопій помер (ймовірно, 1803 р., за іншою версією — 1814 р.) і був похований біля храму. Пізніше його кістки були перенесені до монастиря Мардакі під опікою митрополита Мессінії Мелетія Сакелларопулоса. Відкриття його погруддя відбулося під час правління митрополита Мессинського Хризостома Фемеліда.